# トリーナ・マイケルズ

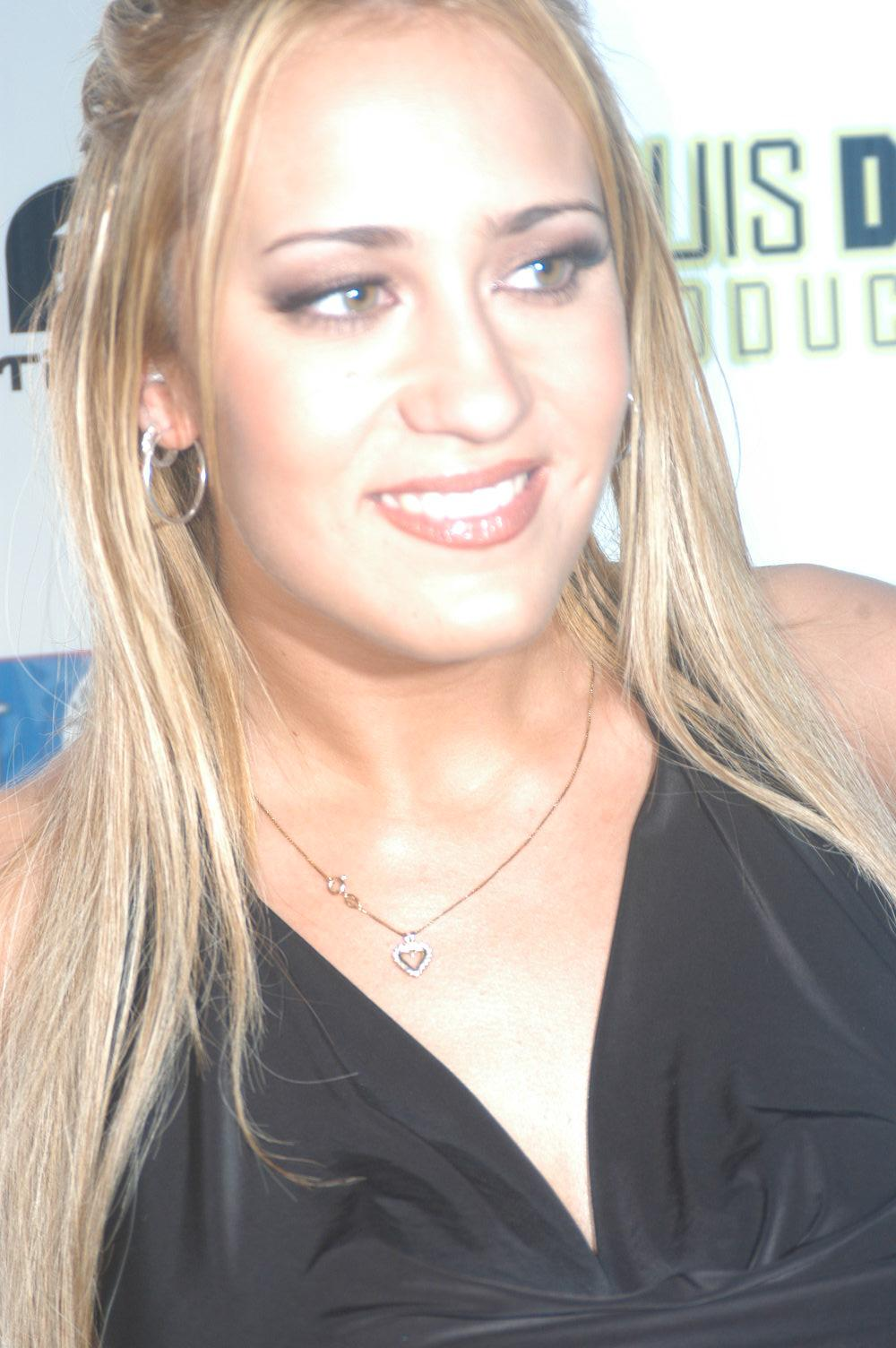
トリーナ・マイケルズ

トリーナ・マイケルズ（Trina Michaels、1983年1月13日 - ）は、アメリカ合衆国のポルノ女優。カリフォルニア州ロサンゼルス出身。

## 出演作品
- オナル・フィクション